# Charles Winslow
Charles Lyndhurst Winslow (Royal Leamington Spa, 1 de agosto de 1888 - Joanesburgo, 15 de setembro de 1963) foi um tenista sul-africano. Campeão olímpico em simples e duplas.